# Formica nigra
Formica nigra är en myrart som beskrevs av Presl 1822. Formica nigra ingår i släktet Formica och familjen myror. Inga underarter finns listade i Catalogue of Life.